# Die Bienen – Tödliche Bedrohung
Die Bienen – Tödliche Bedrohung ist ein deutscher, von Sat.1 für das Fernsehen produzierter Thriller aus dem Jahr 2008.

## Handlung
Der Besuch ihrer Familie auf Mallorca beginnt für die attraktive Ärztin Karla mit einem Schock. Ihr Vater Hans, den Karla seit 13 Jahren nicht gesehen hat, wird mit Atemnot ins Krankenhaus eingeliefert. Während die Ärzte einen harmlosen allergischen Schock, ausgelöst durch einen Insektenstich diagnostizieren, glaubt Karla an eine gefährliche Vergiftung.
Für sie beginnt ein Wettlauf gegen die Zeit, denn auch andere Opfer weisen seltsame Symptome auf. Zusammen mit dem ehemaligen Bienenforscher und Biologen Ben sucht sie nach der seltsamen Bienenart, die nicht nur ihre Artgenossen, sondern auch Tiere und Menschen, die ihnen zu nahekommen, in riesigen Schwärmen angreifen und mit einem tödlich wirkenden Gift vergiften.
Nachdem Ben die Bienen klassifizieren konnte stellt er fest, dass diese Art vorsätzlich nach Mallorca importiert und dort gezüchtet wurde. In Verdacht gerät der bislang wenig kooperative Biologe und Leiter des Entomologischen Institutes Dr. Alvarez, der bereits einige Arbeiten über diese Bienenart geschrieben hat.
Als schließlich ein mit Touristen gefüllter Badestrand von dem Schwarm angegriffen wird, beschließt die Polizei den Inselteil zu evakuieren und weiträumig mit Insektizid aus der Luft zu besprühen, um so den Schwarm auszurotten, was gleichzeitig aber weitreichende Konsequenzen für das Ökosystem Mallorcas nach sich ziehen würde.
Als sie herausfinden, wo Dr. Alvarez sein geheimes Forschungslabor eingerichtet hat, brechen sie dort ein, überwältigen den Biologen und zwingen ihn zur Herausgabe des Antiserums. Mit diesem machen sich beide auf ins Krankenhaus, um es Karlas Vater und allen anderen Patienten zu verabreichen.
Als auf dem Weg Bens Auto liegen bleibt, entdeckt Karla durch Zufall das Bienennest mit der Bienenkönigin in einer alten Mühle. Karla legt umgehend ein Feuer in dem Gebäude, stürzt daraufhin zwar, wird eingeschlossen und von Ben gerettet, doch das Feuer löst eine gewaltige Explosion aus, welches die Bienenkönigin und ihr Nest tötet. Während Karla ins Krankenhaus fährt, um ihren Vater zu retten, kann Ben in letzter Sekunde das Einsetzen des Insektizids verhindern, da die Bienen durch den Tod der Königin nun keine Fortpflanzungsmöglichkeit mehr haben.
Während Karlas Vater gerettet werden kann und sich Vater und Tochter wieder versöhnen, kann der flüchtige Dr. Alvarez am Flughafen festgenommen werden, und für Ben und Karla gibt es ein gemeinsames Happy End.

## Kritik
„Öder (Fernseh-)Katastrophenthriller im Fahrwasser veralteter Tierhorrorfilme aus den 1970er-Jahren.“

„Regisseur Michael Karen, sonst eher auf leicht verdauliche TV-Kost wie „Nicht ohne meinen Schwiegervater“ abonniert, versuchte sich bereits 2000 mit „Flashback - Mörderische Ferien“ im Horror-Genre - und versagte kläglich. Dazu gelernt hat er scheinbar nicht viel, denn auch dieser Streifen vor der gut eingefangenen Urlaubskulisse von Mallorca nutzt die Ängste, die schon die oben genannten Vorläufer charakterisieren, ohne dabei etwas wirklich Neues zu erzählen. Überraschend ist das nicht, denn Drehbuchlieferantin Annette Simon schrieb zuvor die Vorlagen zu durchaus sehenswerten Komödien wie „Trau niemals deinem Schwiegersohn!“, „Meine Mutter tanzend“, „Meine bezaubernde Feindin“ und „Die Masche mit der Liebe“ - aber das sind eben keine Thriller!“

## Hintergründe
Der Film wurde innerhalb von 23 Tagen auf Mallorca gedreht.
Die Bienen – Tödliche Bedrohung erinnert in seiner Handlungsweise Panik auf Mallorca! ein wenig an den Fernsehfilm Hai-Alarm auf Mallorca von RTL Television aus dem Jahr 2003.